# 小幡直嗣
小幡 直嗣（おばた なおつぐ、1987年5月26日 - ）は、東京都世田谷区出身のサッカー指導者。スペインサッカー協会指導者ライセンス レベル2（日本サッカー協会公認A級コーチライセンス相当）を有する。

## 来歴
中学時代は横浜F・マリノスジュニアユースでゴールキーパーとしてプレー。ユース昇格を辞退し、高校時代はセレクションを経て桐光学園高校サッカー部へフォワードとして入部するが、思うように出場機会が得られず辞めて湘南ベルマーレユースで再びゴールキーパーとしてプレーする。尚美学園大学サッカー部でもゴールキーパーとしてプレーするが、古傷の左膝の痛みなどが原因で2年時にサッカー部を辞めて、もともと興味があった指導者を志す。
スペインで指導者の勉強がしたいと独学でスペイン語を学び、大学卒業後に単身でスペインに渡る。バルセロナの語学学校で1年間スペイン語を身につけた後、2年目よりマドリードのスペインサッカー協会が主催する指導者養成学校にて学ぶ。一方でマドリード郊外のカラバンチェルやコスラダのクラブチームでコーチとして小中学生の指導に当たる。スペイン滞在も8年ほど経過した2016年、同年の徳島ヴォルティスユースのスペイン遠征をアテンドした縁などもあってスペイン人監督の招聘にあたりスペイン語通訳を探すJ2リーグ・徳島ヴォルティスとの話が急速にまとまり、帰国を決意する。
2017シーズンよりリカルド・ロドリゲスが監督に就任した徳島ヴォルティスでスペイン語通訳に就任。 2019シーズンには通訳兼アシスタントコーチ、2020シーズンには通訳兼コーチと肩書を変え、J2リーグ優勝を果たした2020シーズンで退任する。
2021シーズンから2022シーズンまでJ1リーグ・浦和レッズの監督に就任したリカルド・ロドリゲスの下でコーチ兼通訳を務めた。2021年の第101回天皇杯優勝にも立ち会っている。
2023シーズンから鹿児島ユナイテッドFCのコーチに就任。
2025シーズンからFC琉球OKINAWAのコーチに就任。

## 指導歴
- 2013年 - 2015年  R.C.D.カラバンチェル
  - 2013年 アレビンB(U-12) 第二監督
  - 2014年 インファンティルA(U-14) 第二監督
  - 2015年 カデーテA(U-16) 第二監督
- 2016年  C.D.コスラダ フベニールC (U-17) 第二監督
- 2017年 - 2020年  徳島ヴォルティス
  - 2017年 - 2018年 通訳
  - 2019年 通訳兼アシスタントコーチ
  - 2020年 通訳兼コーチ
- 2021年 - 2022年  浦和レッドダイヤモンズ コーチ兼通訳
- 2023年 - 2024年  鹿児島ユナイテッドFC コーチ
- 2025年 -  FC琉球OKINAWA コーチ